# Santa Cecília de Bolvir
Santa Cecília de Bolvir és una església del municipi de Bolvir (Cerdanya) protegida com a bé cultural d'interès local.

## Descripció

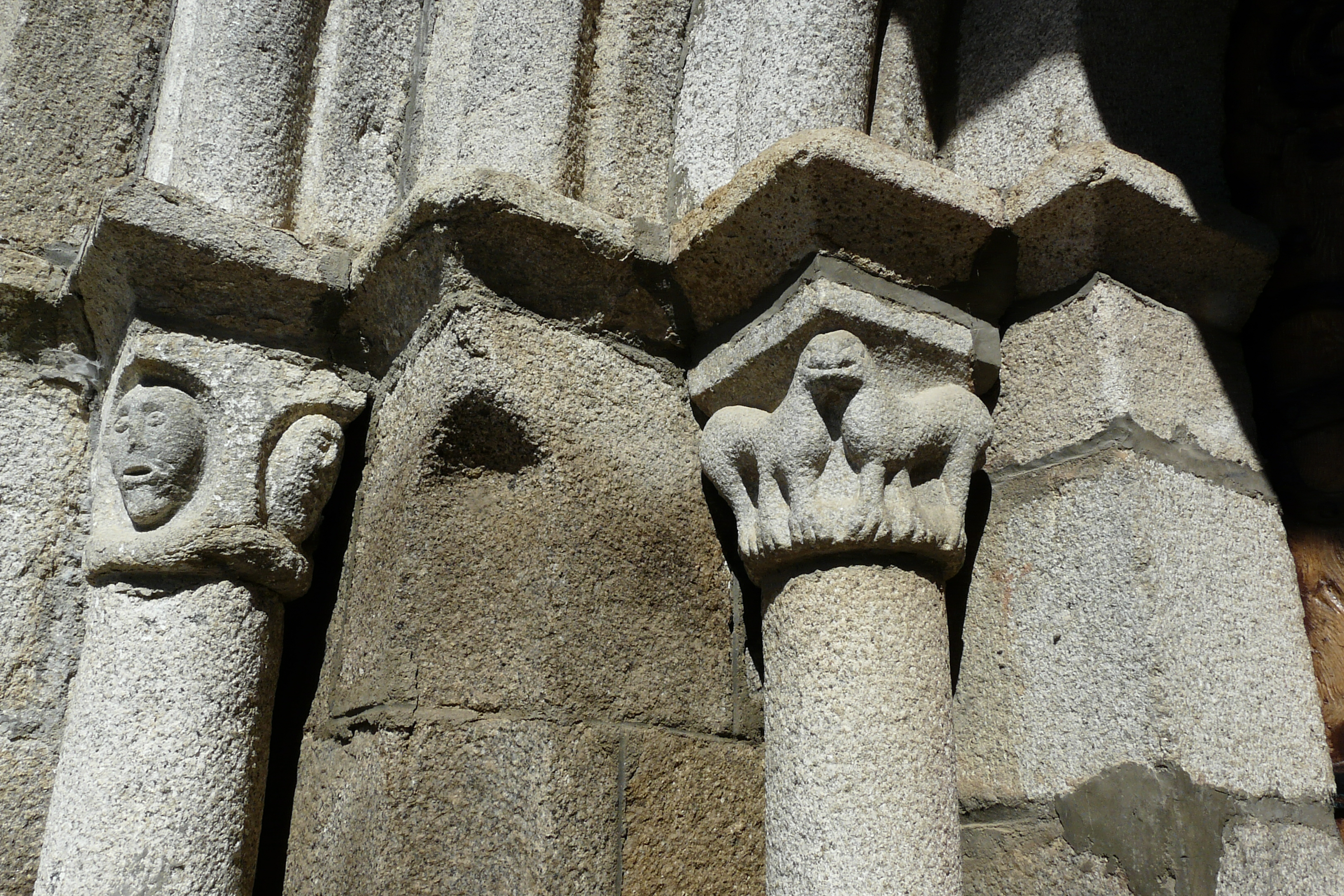
Detall

Església romànica d'una sola nau, llarga (17 metres) i relativament estreta, amb dues capelles adossades a manera de creuer. L'absis, d'arc triomfal molt agut, és semicircular, ornamentat amb petites mènsules que sostenen visualment la coberta. L'absis té un parament de carreus ben treballats fins a la cornisa, on continua amb pedra picada, i on en el seu centre hi ha una finestra de mig punt. La cornisa, ornamentada per dents engranades, reposa sobre mòduls de caps humans. La volta és lleugerament apuntada i està encimentada.
La portada, a migdia, presenta columnes i arquivoltes, amb fris de dents de serra i porta de fusta ferrada. Aquesta portada fou realitzada de nou el 1928-1929, quan es tornà a obrir a migjorn, després d'haver estat traslladada el 1886 a la base de la torre campanar, als peus de l'església. Els capitells estan adornats l'un per dos lleons i l'altre per dos ocells. El portal està desproveït de timpà i llinda, i sobresurt damunt de tres esglaons. El sostre és piramidal de pedra. La torre campanar, bastant alta, es troba al peus de l'església, construïda amb pedra de tres trams, formant tres pisos, i té l'amplada de tot l'edifici. Presenta obertures d'arc apuntat en els dos primers cossos, de reduïdes dimensions i de mig punt en el superior.
Una pedra cantonera reutilitzada a una capella té la representació d'una figureta nua vista d'esquena amb les cames arronsades i la cara mirant l'espectador, relacionada amb altres del mateix estil de l'absis de Sant Esteve de Guils. La porta, avui al seu lloc primitiu, la façana sud, gràcies a una restauració de 1928, després d'haver estat traslladada l'any 1886 al peu del campanar, és molt semblant a la de l'església de Sant Esteve de Guils. Té tres arquivoltes, la central sobre columnes amb capitells zoomòrfics, algunes de les seves escultures es repeteixen a les de Guils. Els ferros de la porta semblen de diferents èpoques reunits en una porta reconstruïda. Al Museu Nacional d'Art de Catalunya, es conserva un frontal d'altar del segle xiii, amb escenes pintades de la vida de Santa Cecília i Sant Valerià. A l'interior hi a un retaule gòtic del segle xv procedent de la Capella de la Mare de Déu de l'Esperança.

## Història
Santa Cecília és l'església parroquial de Bolvir. En el segle x el lloc havia estat una possessió del monestir de Cuixà. La primera cita és del segle ix i fou donada al Monestir de Sant Miquel de Cuixà l'any 952 per Sunifred II de Cerdanya. Possessió confirmada pel Papa Joan XIII l'any 968 i reconeguda també el 1268 en la concòrdia feta amb intervenció de Ramon Penyafort, entre el Bisbe d'Urgell i l'Abat de Cuixà. Aquesta església fou restaurada l'any 1928-1929. En el Museu d'Art de Catalunya es conserva el frontal d'altar procedent d'aquesta església, amb passatges de la vida i martiri de Santa Cecília i del seu espòs, el patrici Valerià, dels segles XII-XIII.